# Exocentrus cudraniae
Exocentrus cudraniae är en skalbaggsart som beskrevs av Fisher 1931. Exocentrus cudraniae ingår i släktet Exocentrus och familjen långhorningar. Inga underarter finns listade i Catalogue of Life.